# جامعة بروكسل الحرة

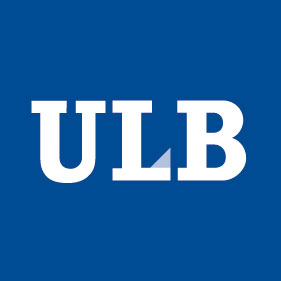
الشعار الرسمي لجامعة بروكسل الحرة (الناطقة بالفرنسية)

جامعة بروكسل الحرة (بالفرنسية: Université libre de Bruxelles، وتختصر إلى ULB، وبالهولندية: Vrije Universiteit Brussel، وتختصر أحيانًا إلى VUB) هو اسم يطلق على جامعتين بلجيكيتين مستقلتين، إحداهما تعتمد اللغة الفرنسية والأخرى تعتمد اللغة الهولندية، مقر الجامعتين في العاصمة البلجيكية بروكسل. والمتبع في الكتابات الغربية أن تسمى كلتا الجامعتين باسمها الأصلي (الفرنسي أو الهولندي) منعًا للخلط بين الجامعتين الذي قد يحدث في حالة ترجمة الاسم.
بعض المؤسسات الجامعية تشترك الجامعتان في إدارتها، وفي مثل هذه المؤسسات يستخدم اسم «جامعتا بروكسل الحرتين» (بالإنجليزية: Brussels Free Universities، وتختصر إلى BFU)، مثلما هو الحال في مركز جامعتي بروكسل الحرتين للحوسبة.

## جامعة بروكسل الحرة (الناطقة بالفرنسية)

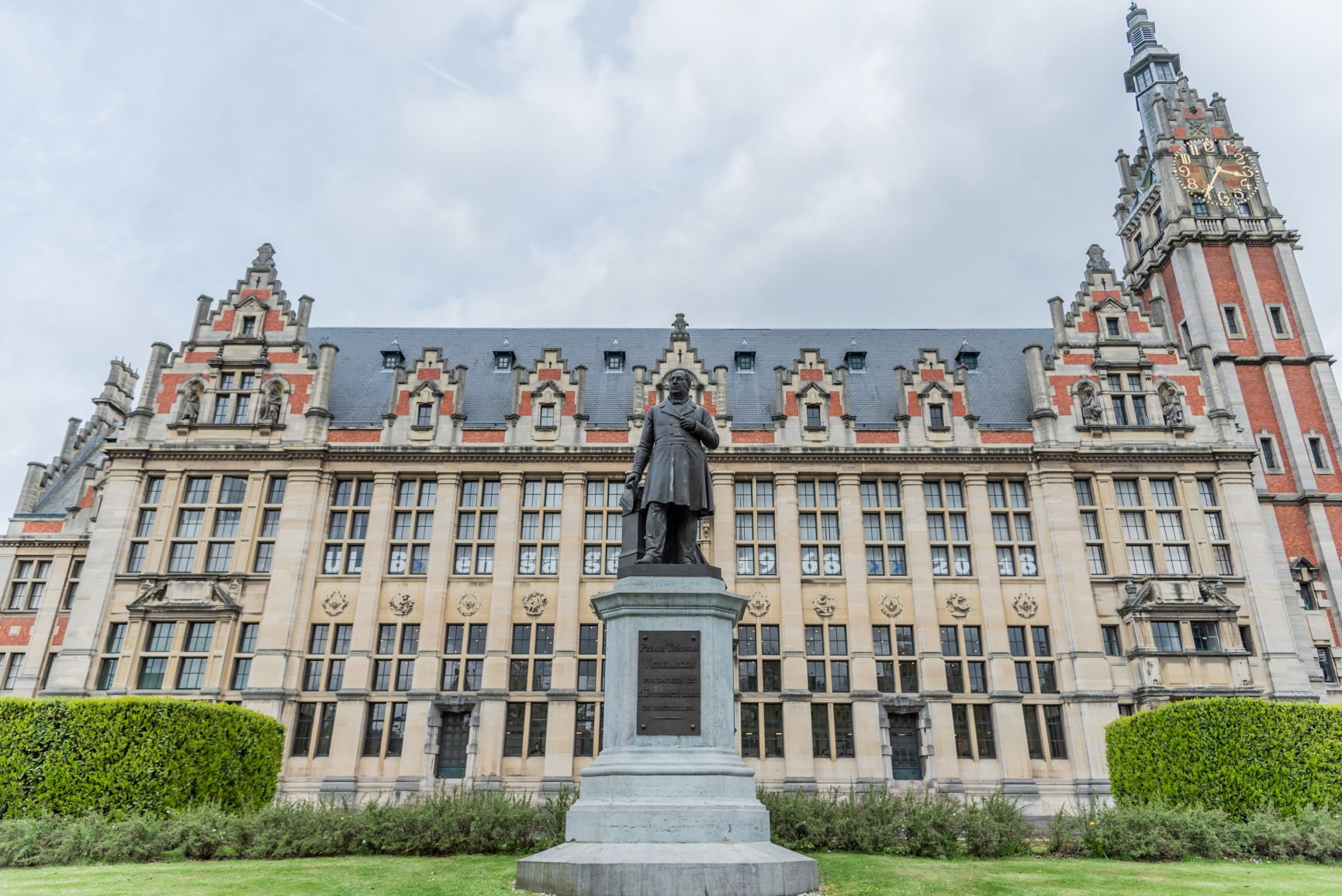
المبنى الرئيس في حرم سولبوش

جامعة بروكسل الحرة هي جامعة مستقلة تمولها الحكومة بشكل جزئي، وهي عضو في كل من رابطة الجامعات الأوروبية، والوكالة الجامعية الفرانكوفونية، والشبكة الأوروبية للتدريب والبحث في مجال الهندسة الكهربية (ENTREE)، والشبكة المؤسسية لجامعات عواصم أوروبا UNICA.

### تاريخ الجامعة
يسير تاريخ جامعة بروكسل الحرة (الناطقة بالفرنسية) بالتوازي مع تاريخ بلجيكا ذاتها. فعندما انفصلت تسع مقاطعات عن مملكة هولندا لتكوّن الدولة البلجيكية سنة 1830، كانت في البلاد ثلاث جامعات هي جامعة غنت وجامعة لييج وجامعة لوفان، ورغم أن بروكسل كانت هي العاصمة، إلا أنها كانت حتى ذلك الحين بلا جامعة، وهو ما حدا سنة 1831 بجماعة من ماسونيي بروكسل البارزين في مجالات الفنون والعلوم والتربية إلى العزم على إنشاء جامعة للمدينة مستقلة عن الدولة والكنيسة معًا لتحقيق الحرية الأكاديمية. حاولوا في البداية أن تكون جامعتهم المرجوة جامعة حكومية، إلا أن عدم تمكنهم من ذلك دفعهم إلى إنشاء جامعة خاصة، وهو ما كان يسمح به الدستور البلجيكي، الذي كان يعد آنذاك أكثر دساتير أوروبا تحررًا.
لم تتحمس الحكومة البلجيكية لتحمل مسؤولية إنشاء الجامعة الجديدة، إذ كانت تعتبر أن تمويل الجامعات الثلاث القائمة أمرًا مرهقًا لميزانيتها. ولكن سرعان ما بدأت الأمور تتخذ منحىً جديدًا عندما قررت الأسقفية سنة 1834 إنشاء الجامعة الكاثوليكية في ميشلان، إذ كثف الماسونيين وأصحاب المهن الحرة ـ بقيادة بيير-تيودور فيرهاغن وأوغست بارون ـ جهودهم لإتمام مشروع جامعة بروكسل، حتى بدأت الدراسة بالجامعة يوم 20 نوفمبر 1834.
دُرّست بعض البرامج الدراسية في الجامعة باللغتين الفرنسية والهولندية معًا منذ سنة 1935، ولكن تعميم تجربة التدريس باللغتين على كل الكليات لم يحدث بشكل كلي إلا في سنة 1963. وبعد فترة وجيزة من نشوب خلاف لغوي مع جامعة لوفان الكاثوليكية (في أكتوبر 1969) انفصل الكيانان الهولندي والفرنسي بجامعة بروكسل الحرة إلى جامعتين مستقلتين، إحداهما اعتمدت اللغة الفرنسية والأخرى اعتمدت الهولندية، وصارت الجامعتان كيانين قانونيين وإداريين وعلميين مستقلين بموجب قانون 28 مايو 1970.

### شعار الجامعة
شعار الجامعة باللغة اللاتينية هو Scientia vincere tenebras، ويعني: المعرفة تقهر الظلام.

## معرض صور

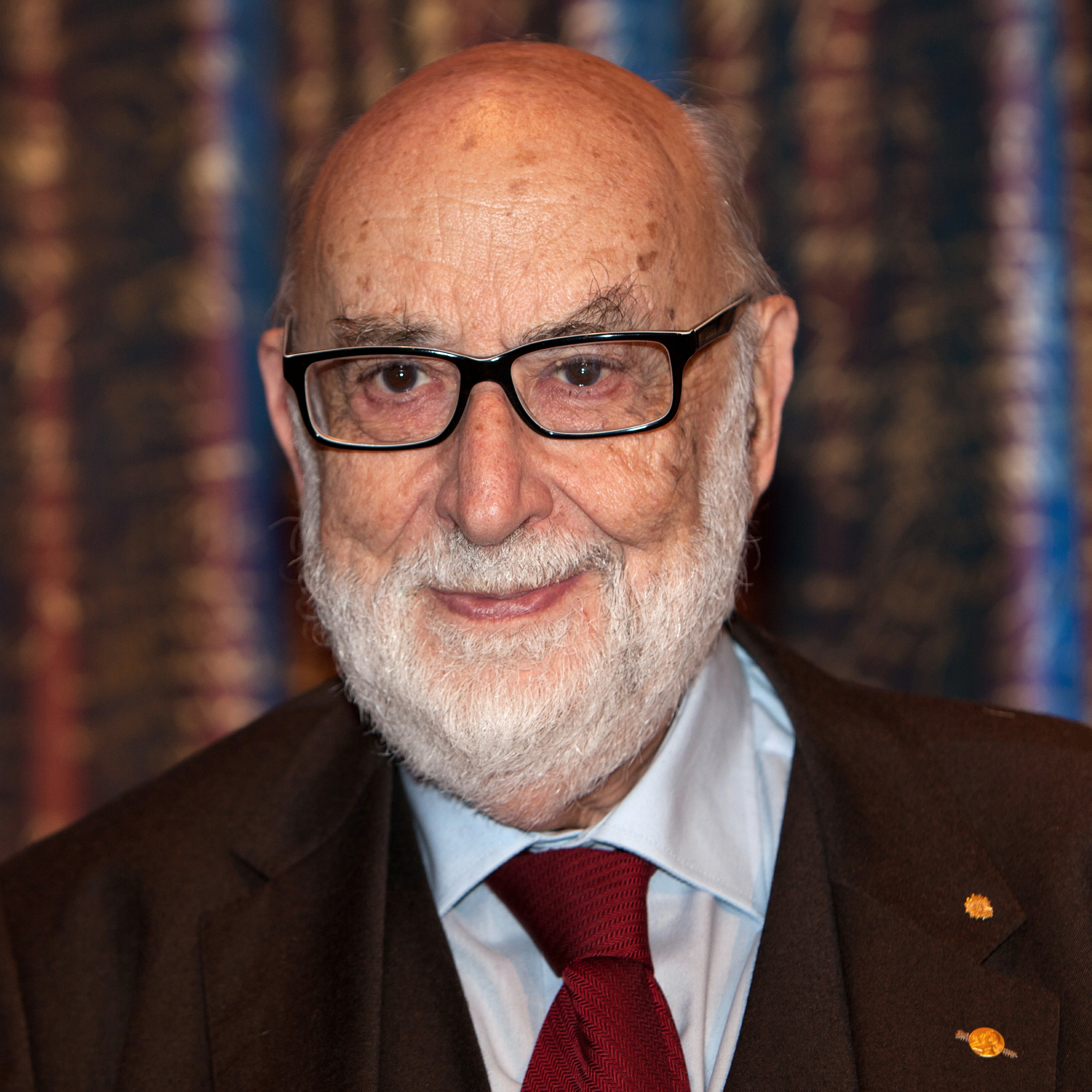
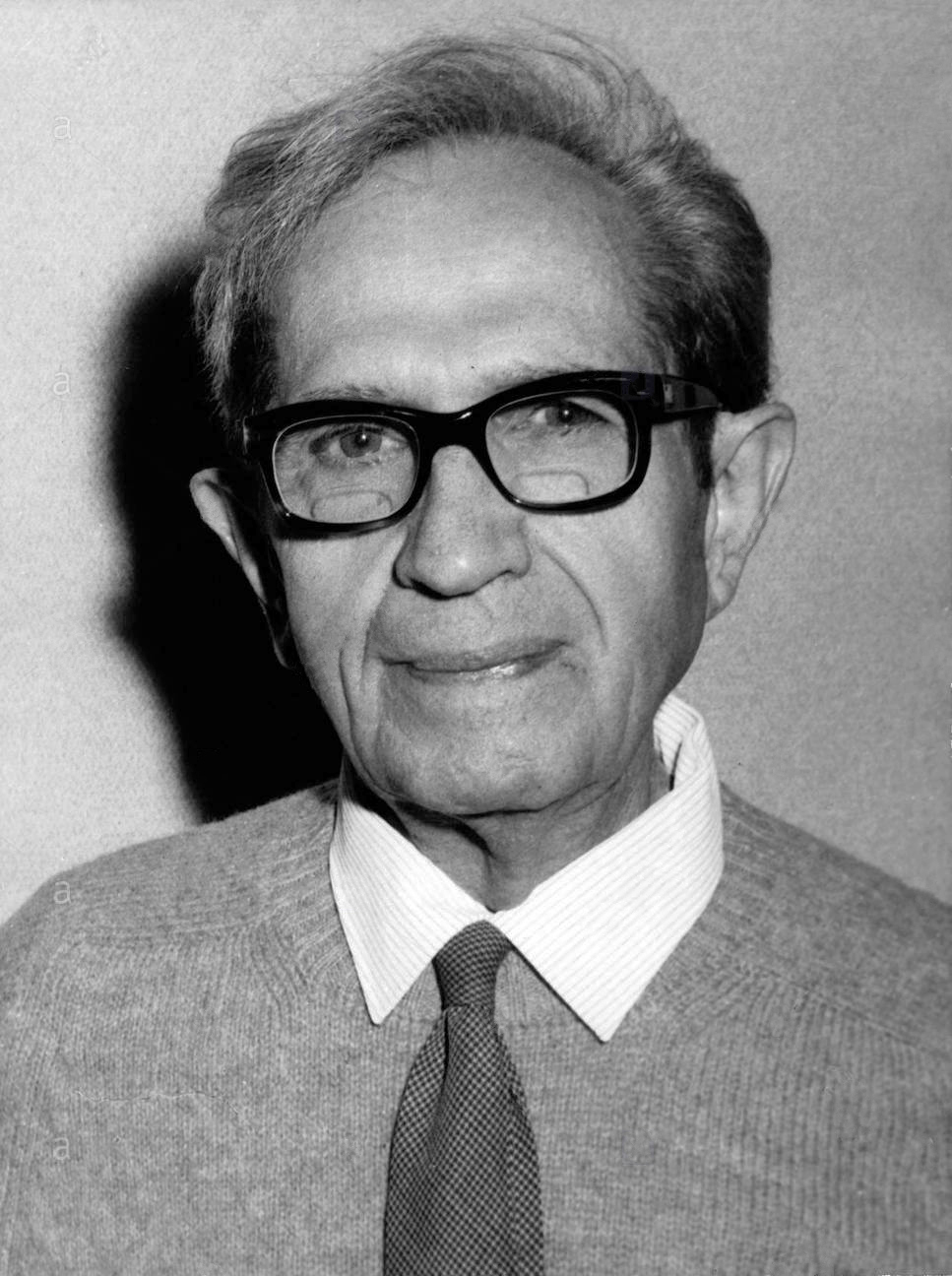
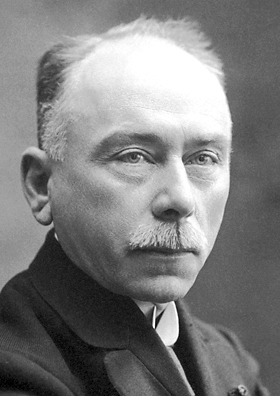
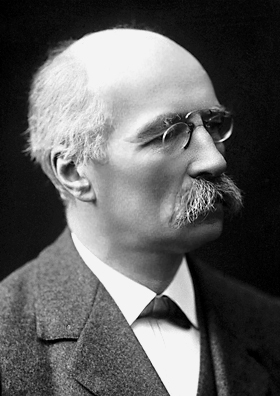

### الحرم الجامعي

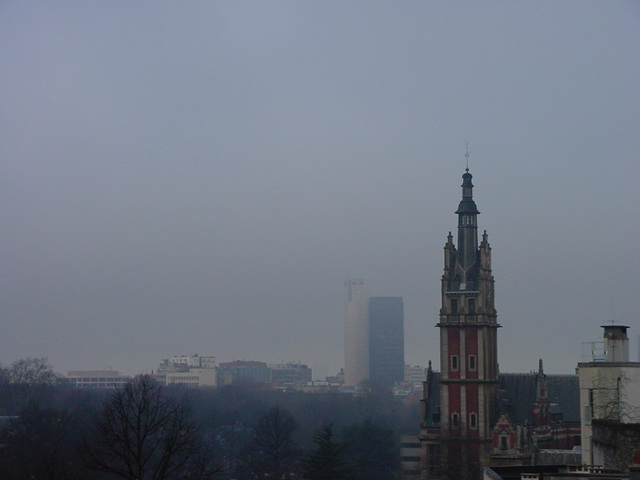
برج الساعة في حرم سولبوش بمدينة بروكسل

يتوزع الحرم الجامعي لجامعة بروكسل الحرة (الناطقة بالفرنسية) على ثلاثة أماكن:
- حرم لا بلين (بالفرنسية: Campus de la Plaine)‏: ومن كلياته كلية الصيدلة في إكسل.
- حرم سولبوش (بالفرنسية: Campus du Solbosch)‏: وهو الحرم الرئيس والأكبر للجامعة، ويقع في أراضي بلديتي بروكسل وإكسل بمنطقة بروكسل العاصمة.
- حرم إراسموس (بالفرنسية: Campus Erasme)‏ ـ (كلية الطب) في أندرلخت بجوار مستشفي إراسموس.

كما تمتلك الجامعة أيضًا مبانٍ وأنشطة علمية في شارلروا بحديقة أبروبول العلمية، وبارونفيل وترينيس ونيفيل.

### الكليات والمعاهد والمدارس التابعة للجامعة
- كلية الفلسفة والآداب
  - قسم الفن وعلم الآثار
  - قسم التاريخ
  - قسم اللغات والآداب
  - قسم فلسفة وعلوم الأديان
  - قسم علوم الإعلام والاتصال
- كلية القانون وعلم الإجرام
  - قسم القانون
  - مدرسة علم الإجرام
- كلية العلوم الاجتماعية والسياسية/ مدرسة سولفاي بروكسل للاقتصاد والإدارة
  - قسم العلوم الاجتماعية
  - قسم العلوم السياسية
  - معهد علوم العمل
  - مدرسة سولفاي بروكسل للاقتصاد والإدارة
- معهد الدراسات الأوروبية
  - القسم الاقتصادي
  - القسم القانوني
  - القسم السياسي
  - قسم التاريخ والثقافة
- مدرسة العلوم النفسية والتربية
- كلية العلوم
  - قسم المعلوماتية
  - قسم علم الأحياء
    - قسم بيولوجيا الكائنات
    - قسم البيولوجيا الجزيئية

  - قسم الكيمياء
  - قسم الجغرافيا
  - قسم الرياضيات
  - قسم الفيزياء
  - قسم علوم الأرض والبيئة
  - المدرسة المشتركة للمهندسين الحيويين
  - معهد إدارة البيئة وتخطيط الأراضي
- كلية الطب
- مدرسة الصحة العامة
- كلية علوم القيادة
- كلية الصيدلة
- كلية العلوم التطبيقية
  - المدرسة المشتركة للمهندسين الحيويين
- كلية الهندسة المعمارية

يعتمد أيضًا على جامعة بروكسل الحرة:
- مدرسة الممرضات والقابلات بالمدرسة العليا الحرة ببروكسل

### الدراسة بالجامعة
يدرس بجامعة بروكسل الحرة (الناطقة بالفرنسية) حوالي 21 ألف طالب، 29% منهم من خارج بلجيكا، وتتسم هيئة التدريس بالجامعة بقدر مماثل من تنوع الأصول والثقافات.

### من مشاهير الخريجين
- إيليا بريغوجين، فيزيائي وكيميائي بلجيكي من أصل روسي، حصل على جائزة نوبل في الكيمياء سنة 1977.
- أميلي نوثومب (ولدت 1967)، كاتبة بلجيكية، فازت بالجائزة الكبرى للرواية من الأكاديمية الفرنسية سنة 1999.
- أنور خوجة، الزعيم الشيوعي لألبانيا منذ نهاية الحرب العالمية الثانية حتى وفاته سنة 1985.
- جول بورديه، طبيب، حاصل على جائزة نوبل في الطب عام 1919.
- فراديك دي مينيزيس (ولد 1942)، رئيس جمهورية ساو توميه وبرينسيب منذ سنة 2001.
- هنري لافونتين، قانوني بلجيكي، حاصل على جائزة نوبل للسلام سنة 1913.

### من مشاهير الأساتذة
- ألبير كلود، عالم أحياء، حاصل على جائزة نوبل في الطب سنة 1974.
- إيليا بريغوجين، فيزيائي وكيميائي بلجيكي من أصل روسي، حصل على جائزة نوبل في الكيمياء سنة 1977.
- جول بورديه، طبيب، حاصل على جائزة نوبل في الطب عام 1919.

### حاصلون على الدكتوراه الفخرية من الجامعة
- سلفادور أليندي (1973)
- فيلي برانت (1984)
- أندريه ساخاروف (1984)
- نيلسون مانديلا (1984)
- عبدو ضيوف (1987)
- شمعون بيريز (1987)
- ساندرو برتيني (1987)
- ألكسندر دوبتشيك (1990)
- فاتسلاف هافيل (1991)
- إدغار موران (1993)
- ألبير الثاني ملك بلجيكا (1994)
- مارك فان مونتاغو (1997)
- فضيلة عمارة (2005)
- راضية النصراوي (2005)
- نوال السعداوي (2007)
- فرانسواز باري سينوسي (2010)
- ماريو كابيكي (2010)
- ألان كن (2010)
- كريستيان دو دوف (2010)
- جاو كسينغجيان (2010)
- دايفيد غروس (2010)
- إيريك ماسكين (2010)
- إدموند فيلبس (2010)
- رولف تسينكرناغل (2010)

## جامعة بروكسل الحرة (الناطقة بالهولندية)

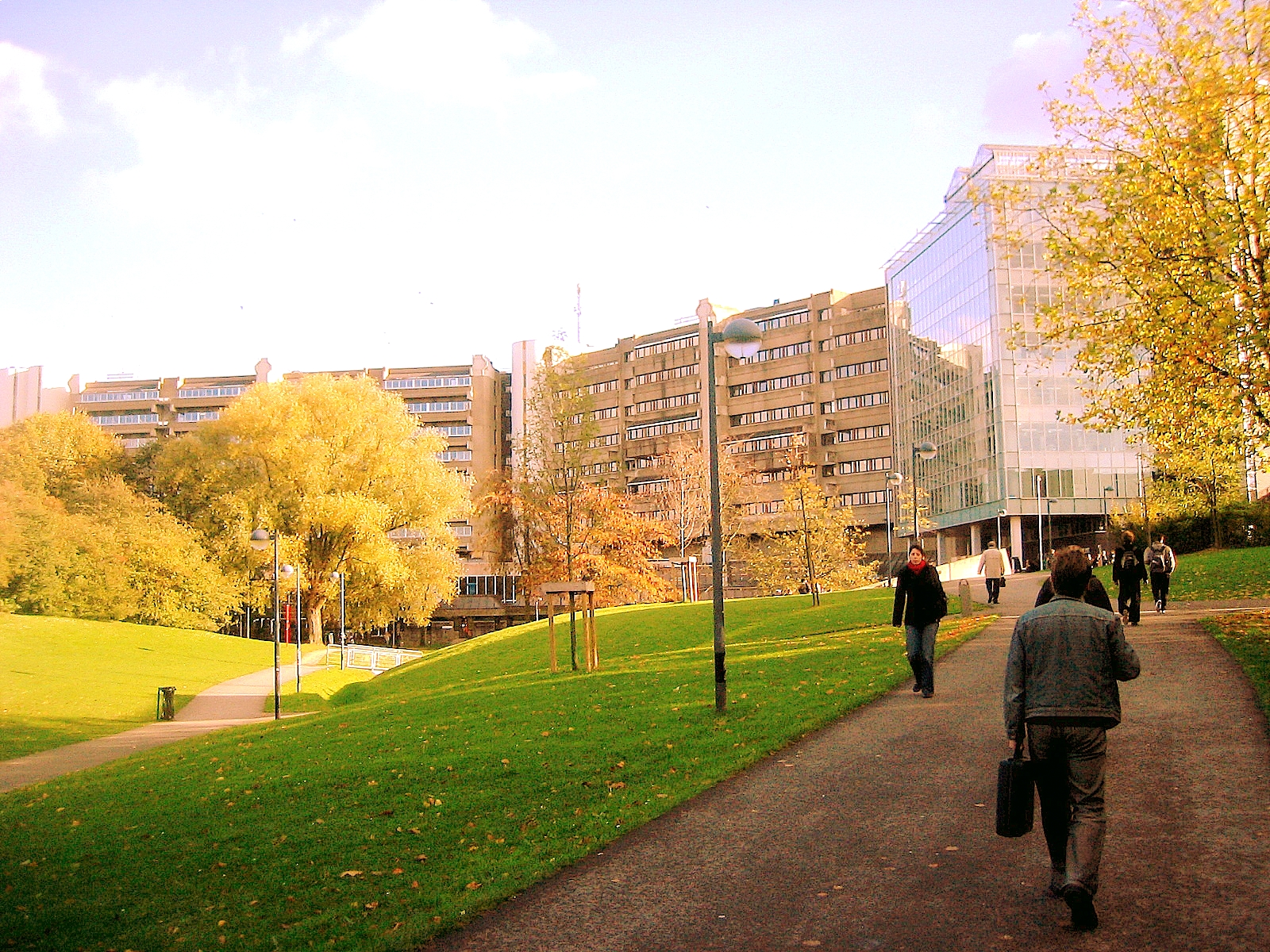
حرم إتربيك بجامعة بروكسل الحرة (الناطقة بالهولندية)

يقع مقر جامعة بروكسل الحرة (الناطقة بالهولندية) في بروكسل، وتنقسم إلى حرمين، أحدهما يقع في بلدية إتربيك والآخر في بلدية يته.
تصر الجامعة على استخدام اسمها الهولندي بنصه دون ترجمته تلافيًا للخلط مع جامعة بروكسل الحرة الناطقة بالفرنسية.
نشأت الجامعة الناطقة بالهولندية بعد انقسام جامعة بروكسل الحرة إلى جامعتين مختلفتي اللغة سنة 1970، وتنقسم الآن إلى 8 كليات تضطلع بالمهام الثلاث للجامعة: التعليم والبحث وخدمة المجتمع، وتغطي نطاقًا واسعًا من مجالات المعرفة يشمل العلوم الطبيعية والكلاسيكيات وعلوم الحياة والعلوم الاجتماعية والإنسانيات والهندسة، وتقدم الجامعة دراسات البكالوريوس والماجستير والدكتوراه لحوالي 8000 طالب بالمرحلة الجامعية الأولى وألف طالب بالدراسات العليا.

### المكانة الأكاديمية
للجامعة توجهات بحثية قوية جعلتها تتبوأ المرتبة 214 بين جامعات العالم، وتعد المقالات البحثية التي يكتبها باحثو جامعة بروكسل الحرة (الناطقة بالهولندية) أكثر المقالات البحثية اقتباسًا بين مقالات الجامعات الفلمنكية على وجه العموم.

### كليات الجامعة
- كلية القانون وعلم الإجرام
- كلية العلوم الاقتصادية والاجتماعية والسياسية ومدرسة سولفاي للأعمال
- كلية علم النفس والعلوم التربوية
- كلية العلوم
- كلية الطب والصيدلة
- كلية الآداب والفلسفة
- كلية الهندسة
- كلية التربية الرياضية والعلاج الطبيعي

### تمويل الجامعة
جامعة بروكسل الحرة هي مؤسسة مستقلة. وينتخب أعضاء جميع كياناتها الإدارية من قِبل المجتمع الأكاديمي للجامعة بأكمله، من أساتذة وباحثين وموظفين وطلبة، ويضمن هذا النظام العملية الديمقراطية في صنع القرار واستقلال الجامعة عن الدولة وعن المؤسسات الأخرى. إلا أن الجامعة تتلقى تمويلًا كبيرًا من الحكومة الفلمنكية، لكن لا يرقى هذا التمويل إلى ما تتلقاه الجامعات الفلمنكية الأخرى. وتأتي بقية التمويل من المنح المقدمة للمشاريع البحثية (من المؤسسات المانحة البلجيكية والأوروبية بشكل أساسي) والمنح الدراسية للباحثين الأكاديميين، وعوائد التعاون مع المؤسسات الصناعية، والمصاريف الدراسية التي يدفعها الطلبة.

### شعار الجامعة
شعار الجامعة باللغة اللاتينية هو Scientia vincere tenebras، ويعني: المعرفة تقهر الظلام، وهو نفس شعار شقيقتها الناطقة بالفرنسية.

## وصلات خارجية
- الموقع الرسمي لجامعة بروكسل الحرة (الناطقة بالفرنسية)
- الموقع الرسمي لجامعة بروكسل الحرة (الناطقة بالهولندية)

- الصفحة الرئيسية الرسمية